# Tvärskog
Tvärskog is een plaats in de gemeente Kalmar in het landschap Småland en de provincie Kalmar län in Zweden. De plaats heeft 409 inwoners (2005) en een oppervlakte van 65 hectare.